# Liparis schistochila
Liparis schistochila är en orkidéart som beskrevs av Rudolf Schlechter. Liparis schistochila ingår i släktet gulyxnen, och familjen orkidéer. Inga underarter finns listade i Catalogue of Life.